# George-Observatorium
Das George-Observatorium ist im Brazos Bend State Park in Needville im US-Bundesstaat Texas angesiedelt. Die Sternwarte wird vom Houston Museum of Natural Science betrieben und verfügt über drei durch Kuppeln geschützte Teleskope mit einer Apertur von 36, 14 und 11 Zoll sowie ein aufblasbares Planetarium. Die Ausrüstung dient der Forschung und der Allgemeinbildung.
Das Observatorium ist unter dem IAU-Code 735 registriert.